# Fritz Arnold (Politiker)
Fritz Arnold (* 14. November 1883 in Konstanz; † 17. Juni 1950 in Steinegg-Nußbrunnen) war ein deutscher Ingenieur, Kommunalpolitiker (SPD), Sozialist und Bürgermeister von Konstanz.

## Leben
Arnold besuchte die Konstanzer Volksschule und schloss seine Schulbildung 1902 an der Oberrealschule Konstanz mit dem Abitur ab. Im darauf folgenden Jahr begann er ein Ingenieurstudium in Konstanz, an der Eidgenössischen Technischen Hochschule Zürich und an der Technischen Hochschule Karlsruhe, das er 1908 mit dem akademischen Grad Diplom-Ingenieur abschloss. Bis 1909 leistete er seinen Militärdienst als Einjährig-Freiwilliger in München. Danach arbeitete er als Ingenieur in München und Karlsruhe. 
Im Jahre 1911 heiratete er Emilie Weishaar († 1. März 1943); aus der Ehe gingen vier Kinder hervor, ein Sohn starb früh und ein weiterer fiel im Zweiten Weltkrieg. Sohn Friedrich (1919–2006) wurde Hauptmann des Heeres und Ritterkreuzträger der Sturmgeschützwaffe im Zweiten Weltkrieg. Er lebte zuletzt in Gaienhofen-Horn.
Am Ersten Weltkrieg nahm Arnold von 1914 bis 1918 als Offizier der bayerischen Pionier-Truppen teil. 
Nach dem Krieg wurde Arnold Politiker der Sozialdemokratischen Partei Deutschlands und Stadtrat von Konstanz. Ab August 1919 war er Zweiter Bürgermeister und damit für Technik, Energie und Verkehr der Stadt verantwortlich. Als Leiter der Technischen Werke Konstanz gelang ihm damit auch ein umfassender Ausbau der Energieversorgung und der Verkehrsbetriebe. So wurde in seiner Amtszeit das Gaswerk durch einen 10.000 m³ fassenden Teleskopgasbehälter (1924) und eine neue Ofenanlage (1929) ausgebaut, so dass nicht nur Konstanz, sondern auch die Schweizer Unterseegemeinden bis Stein am Rhein mit Gas versorgt werden konnten. Ebenfalls 1929 entstand der imposante Wasserturm mit eingebauter Jugendherberge, der Otto-Moericke-Turm, in Konstanz-Allmannsdorf, der die Wasserversorgung der Stadt endgültig sicherte. Von 1924 bis 1928 wurde eine Fährverbindung über den Bodensee geplant und das städtische Omnibusnetz ausgebaut, das über die Stadtgrenzen hinaus bis Kreuzlingen und bis zur Insel Mainau reichte – die roten Busse wurden im Volksmund bald „Roter Arnold“ genannt. Das erste Fährschiff, auf den Namen „Konstanz“ getauft, nahm im Herbst 1928 den fahrplanmäßigen Verkehr nach Meersburg auf; 1930 ging das zweite Fährschiff in Betrieb.
Nach der Machtübertragung an die Nationalsozialisten erfolgte im März 1933 die Enthebung Arnolds aus allen Ämtern und seine zwangsweise Entlassung aus politischer Überzeugung; die Leitung der Technischen Werke übernahm Carl Gruner (1876–1967). Ebenso musste er die 11-jährige Präsidentschaft des „Bürgervereins Bodan“ an den Volksschulrektor Anton Dietrich abgeben. Nach sechs Wochen „Schutzhaft“ im Jahre 1933 sicherte er sich mit einem privaten Ingenieur-Büro in Konstanz seine Einkünfte. Auch im Zweiten Weltkrieg wurde Arnold ab Januar 1940 als Offizier der Pioniere in den Kriegsdienst eingezogen, der ab 26. April 1945 mit Kriegsgefangenschaft bis Ende des Jahres endete. Während des Kriegsdienstes stieg er zum Major auf, wurde Oberst und Chef seiner Pioniereinheit. 
Nach Kriegsende wurde Arnold, der seither in französischer Kriegsgefangenschaft war, im Januar 1946 einstimmig vom Stadtrat vorübergehend zum Oberbürgermeister von Konstanz gewählt; 1946 und 1947 war er auch im Gremium der Beratenden Landesversammlung Baden vertreten. Seit 1. Oktober 1946 übernahm er wieder das Amt des Zweiten Bürgermeisters; von 1948 bis zu seinem Tode war er Erster Bürgermeister. Auf der Friedrichshöhe wurde in dieser Amtszeit für die Sanierung der städtischen Wasserversorgung ein Wasserhochbehälter errichtet. Auch das Gaswerk wurde weiter ausgebaut. Seit der Gründung des Südwestfunks im Jahre 1946 war er Mitglied des Rundfunkbeirats. 

## Tod
Arnold starb am 17. Juni 1950 in Steinegg-Nußbrunnen an einer Herzlähmung. Als Todesort wird fälschlicherweise oft auch Konstanz angegeben. Er war viele Jahre Vorsitzender der SPD Konstanz und Mitglied des SPD-Landesvorstands, außerdem Mitglied im Architekten- und Ingenieur-Verein Konstanz.

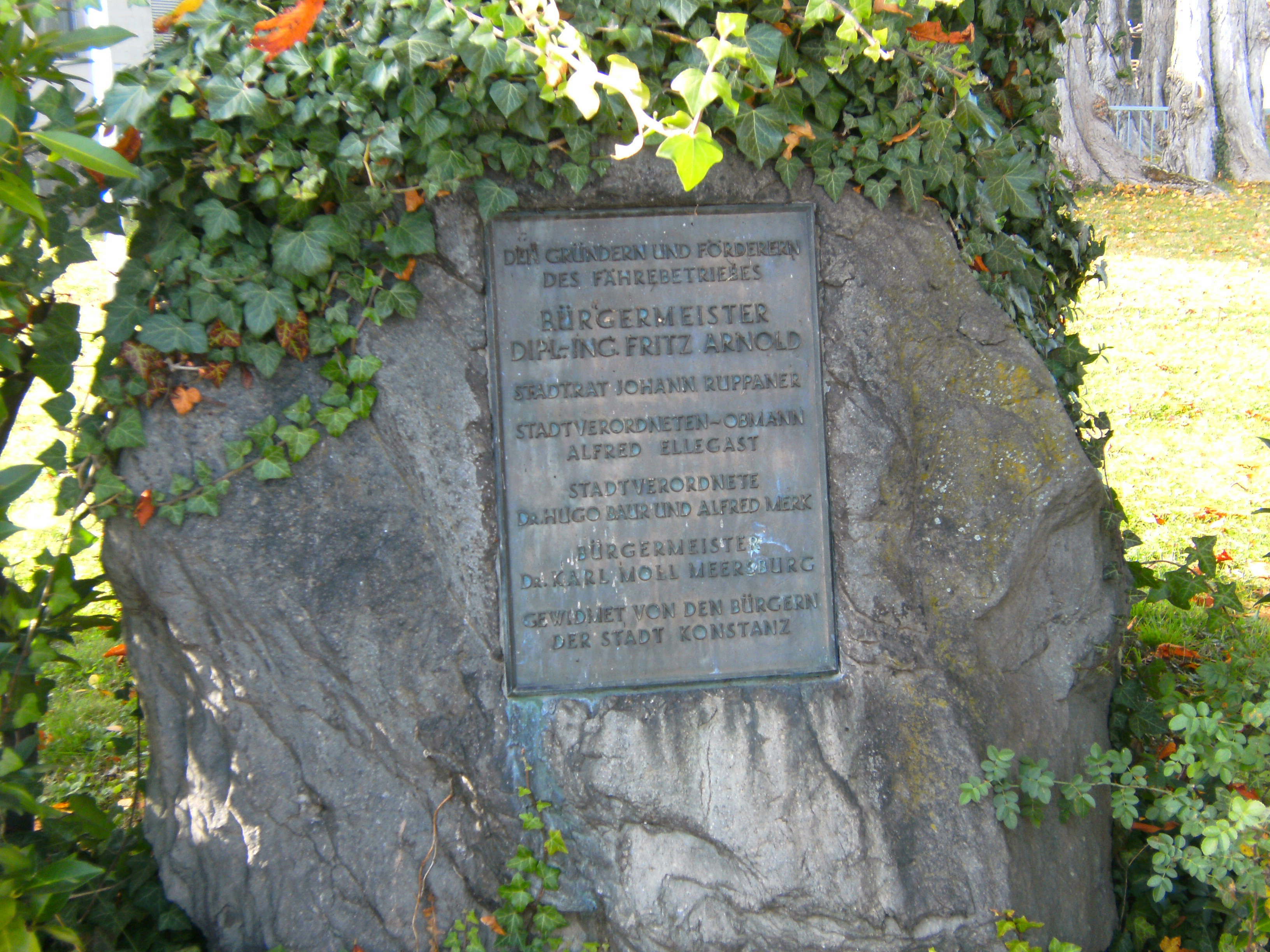
Gedenkstein für Fritz Arnold (Politiker) am Fährehafen in Konstanz-Staad, Deutschland

### Gedenken
Am Fähranleger Konstanz-Staad erinnert ein Gedenkstein an seinen Einsatz, die Fährverbindung aufzunehmen. Ihm zu Ehren wurde die am 1. Juni 1963 auf dem Bodensee in Dienst gestellte Autofähre „Fritz Arnold“ getauft. Auch der Kosename für die roten Konstanzer Stadtbusse, „Roter Arnold“, würdigt ihn. Das Mitgliedermagazin des Konstanzer Ortsvereins der Sozialdemokratischen Partei Deutschlands trägt ebenfalls den Namen Roter Arnold. Fritz Arnold wurde auf dem Hauptfriedhof Konstanz beerdigt.

## Schriften
- Die Entwicklung der Konstanzer Verhältnisse in den letzten fünfzig Jahren. In: Paul Motz: Konstanz, seine baugeschichtliche und verkehrswirtschaftliche Entwicklung. Reuß & Itta, Konstanz 1925.